# Vîslobokî, Kameanka-Buzka
Vîslobokî (în ucraineană Вислобоки) este un sat în comuna Remeniv din raionul Kameanka-Buzka, regiunea Liov, Ucraina.

## Demografie
Componența lingvistică a localității Vîslobokî
     Ucraineană (100%)
Conform recensământului din 2001, toată populația localității Vîslobokî era vorbitoare de ucraineană (100%).